# Pinoline

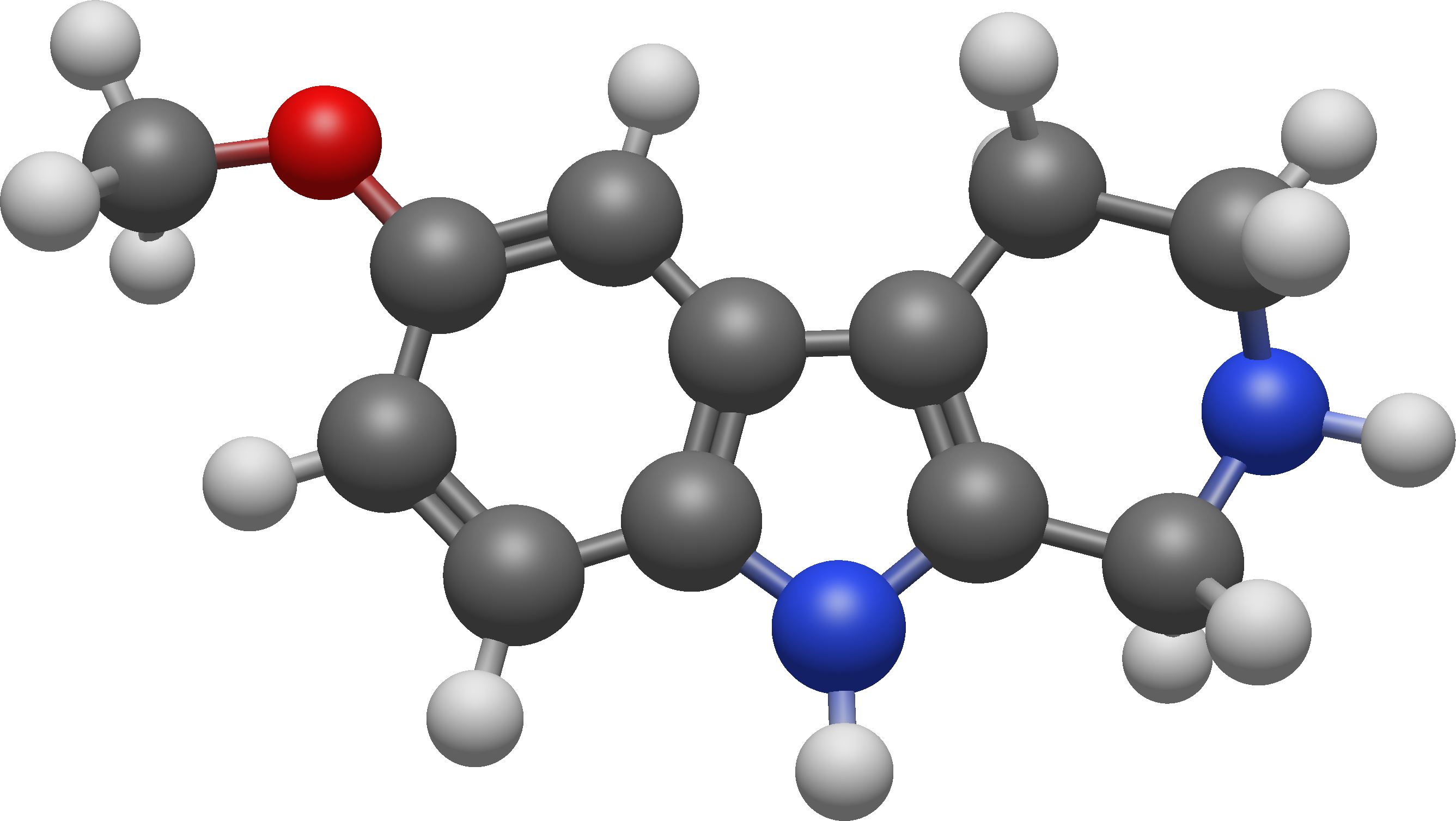
Représentation en trois dimensions de la pinoline.

La pinoline est une tryptoline (en) méthoxylée (5-méthoxytryptoline) prétendument produite dans la glande pinéale au cours du métabolisme de la mélatonine, cependant sa présence pinéale reste controversée. L'activité biologique de cette molécule est intéressante en tant qu'antioxydant, et en tant qu'inhibiteur de la monoamine oxydase A.
Bausch & Lomb a déposé un brevet pour un dispositif d'administration de médicaments utilisant cette molécule, conçu pour traiter divers troubles ophtalmiques en 2006.

## Pharmacologie
L'une des propriétés pharmacologiques de la pinoline est sa capacité à favoriser la neurogenèse in vitro ; même à des concentrations infimes.
La toxicité de l'aluminium provoque une augmentation de la peroxydation lipidique provoquant des dommages dans le cerveau. Une revue récente des études montre que la pinoline et la mélatonine sont efficaces pour réduire la peroxydation lipidique. Les études comprenaient à la fois des sujets humains et animaux. Les résultats des études soutiennent que la pinoline a des propriétés antioxydantes[réf. nécessaire].
Le lipopolysaccharide est produit par des bactéries à gram négatif et stimule la production de radicaux libres qui à leur tour provoquent la peroxydation des lipides. Une étude récente a comparé l'efficacité de la mélatonine et d'autres composés similaires sur la peroxydation lipidique induite par les lipopolysaccharides. Les résultats ont montré la capacité de la pinoline à réduire les dommages causés par la peroxydation lipidique[réf. nécessaire] . La pinoline s'est également avérée plus efficace que la vitamine E pour réduire l'activité des lipopolysaccharides dans la rétine.
Une autre étude a comparé les propriétés antioxydantes des composés de la voie métabolique du tryptophane dans la glande pinéale contre les dommages oxydatifs des lipides et des protéines des synaptosomes. Des synaptosomes isolés de cerveaux de rats ont été utilisés dans une expérience évaluant les dommages en mesurant la teneur en malondialdéhyde, 4-hydroxyalcénal et carbonyle dans les protéines. La pinoline s'est avérée être l'antioxydant le plus puissant. Ces résultats vont dans le sens des preuves des capacités antioxydantes de la pinoline et de son potentiel de protection contre les dommages oxydatifs.

## Sources et références
1. ↑  Barker, « LC/MS/MS analysis of the endogenous dimethyltryptamine hallucinogens, their precursors, and major metabolites in rat pineal gland microdialysate », Biomedical Chromatography, vol. 27, no 12,‎ 2013, p. 1690–1700 (PMID 23881860, DOI 10.1002/bmc.2981, lire en ligne)
2. ↑  Erich Schiller et Bartsch, H., Free Radicals and Inhalation Pathology: Respiratory System, Mononuclear Phagocyte System, Hypoxia and Reoxygenation, Pneumoconioses, and Other Granulomatoses, Cancer, Springer, 2003, 107 p., Google Books, page view (ISBN 978-3-540-00201-7, lire en ligne)
3. ↑  Airaksinen, M. M., Huang, J. T., Ho, B. T., Taylor, D., and Walker, K., « The Uptake of 6-Methoxy-1,2,3,4-Tetrahydro-β-carboline and its Effect on 5-Hydroxytryptamine Uptake and Release in Blood Platelets », Acta Pharmacologica et Toxicologica, vol. 43, no 5,‎ 1978, p. 375–380 (PMID 726902, DOI 10.1111/j.1600-0773.1978.tb02281.x)
4. ↑  Bartels, S. P. (2006) U.S. Patent No. 20,060,292,202 Washington, DC: U.S.
5. ↑  { Mario de la Fuente et al. 2015 "Neurogenic Potential Assessment and Pharmacological Characterization of 6-Methoxy-1,2,3,4-tetrahydro-β-carboline (Pinoline) and Melatonin–Pinoline Hybrids" http://pubs.acs.org/doi/abs/10.1021/acschemneuro.5b00041}
6. ↑  Sewerynek, Wiktorska et Stuss, « 6-methoxytryptophol reduces lipopolysaccharide-induced lipid peroxidation in vitro more effectively than melatonin », Journal of Physiology and Pharmacology, vol. 62, no 6,‎ 2011, p. 677–83 (PMID 22314571)
7. ↑  Millán-Plano, Piedrafita, Miana-Mena et Fuentes-Broto, « Melatonin and Structurally-Related Compounds Protect Synaptosomal Membranes from Free Radical Damage », International Journal of Molecular Sciences, vol. 11, no 1,‎ 2010, p. 312–28 (PMID 20162018, PMCID 2821006, DOI 10.3390/ijms11010312)